# 埃里克·莫贝里
埃里克·莫贝里（瑞典語：Erik Moberg，1986年7月5日—），瑞典男子足球運動員。在場上的位置是後衛。他現在效力於瑞典足球超級聯賽球隊阿維達貝治足球會。他也代表瑞典國家足球隊參賽。